# Вышневолоцкий городской округ
Вышневоло́цкий городско́й о́круг — муниципальное образование в Тверской области России.
В рамках административно-территориального устройства области, на его территории образована административно-территориальная единица, соответствующая категории округ.

## История

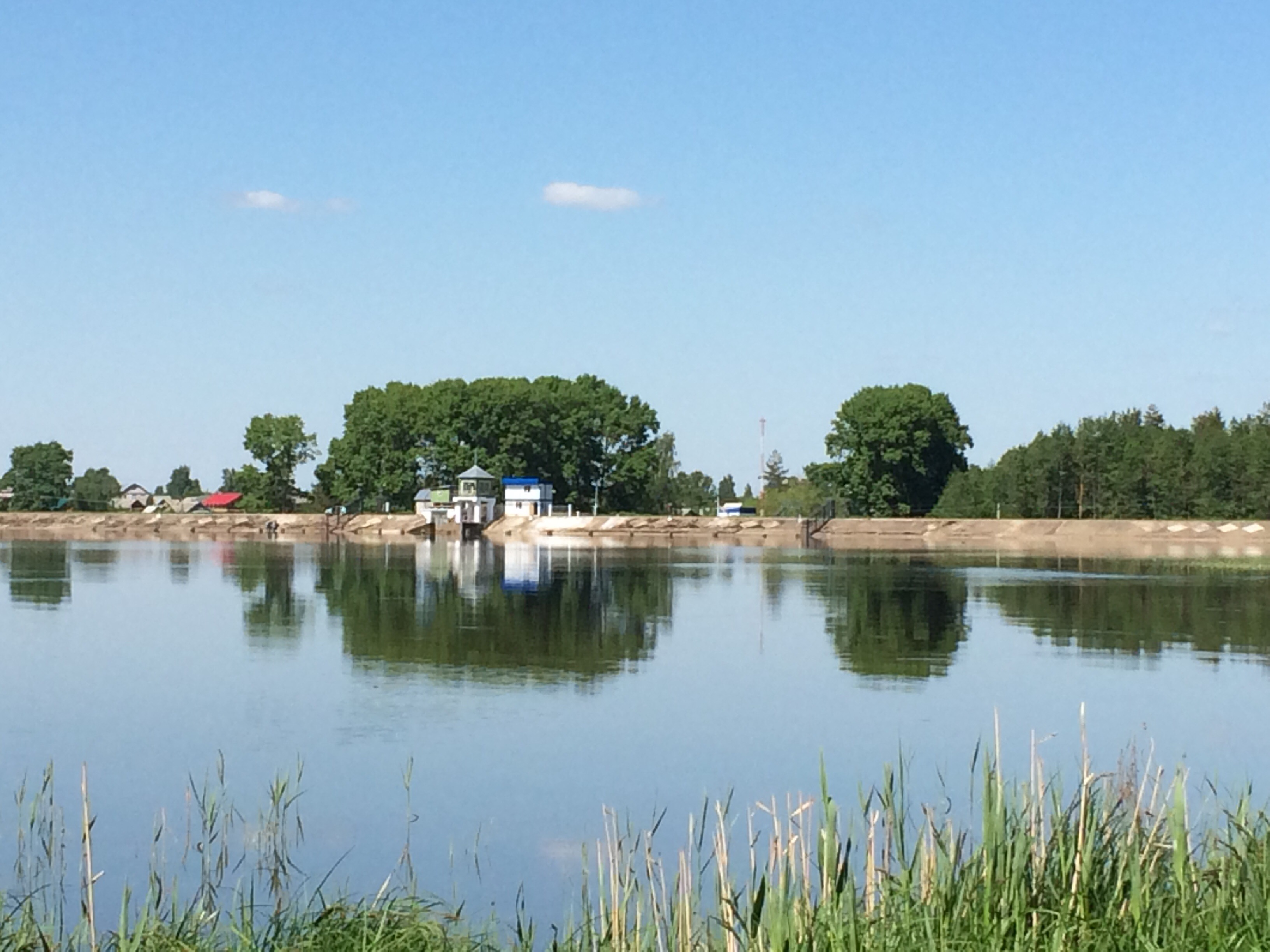
Вышневолоцкое водохранилище

Городской округ образован в марте-апреле 2019 года путём объединения всех поселений Вышневолоцкого муниципального района и не входившего в его состав городского округа города Вышнего Волочка.

## Население
| 2018   | 2019    | 2020    | 2021    |
| ------ | ------- | ------- | ------- |
| 69 887 | ↘68 726 | ↘67 476 | ↘67 163 |

### Национальный состав
По итогам переписи населения 2020 года проживали следующие национальности (национальности менее 0,1 % и другое, см. в сноске к строке «Другие»):
| Национальность | Численность, чел. | Доля     |
| -------------- | ----------------- | -------- |
| Русские        | 58 681            | 87,37 %  |
| Татары         | 326               | 0,49 %   |
| Азербайджанцы  | 267               | 0,40 %   |
| Украинцы       | 215               | 0,32 %   |
| Цыгане         | 191               | 0,28 %   |
| Армяне         | 188               | 0,28 %   |
| Белорусы       | 74                | 0,11 %   |
| Другие         | 7221              | 10,75 %  |
| Итого          | 67 163            | 100,00 % |

## Населённые пункты
В городской округ входят 347 населённых пунктов, в том числе 1 город, 1 пгт и 345 сельских населённых пунктов.
| №   | Населённый пункт              | Тип                     | Население | бывшее муниципальное образование          |
| --- | ----------------------------- | ----------------------- | --------- | ----------------------------------------- |
| 1   | Вышний Волочёк                | город                   | ↗45 830   | городской округ город Вышний Волочёк      |
| 2   | Агрухино                      | деревня                 | 0         | Сорокинское сельское поселение            |
| 3   | Агрызково                     | деревня                 | 12        | Княщинское сельское поселение             |
| 4   | Академическая                 | железнодорожная станция | 27        | Коломенское сельское поселение            |
| 5   | Академический                 | посёлок                 | 1046      | Коломенское сельское поселение            |
| 6   | Акшонтово                     | деревня                 | 9         | Холохоленское сельское поселение          |
| 7   | Александровка                 | деревня                 | 0         | Дятловское сельское поселение             |
| 8   | Александровка                 | деревня                 | 0         | Солнечное сельское поселение              |
| 9   | Алексеевское                  | село                    | ↘39       | Садовое сельское поселение                |
| 10  | Антипково                     | деревня                 | 7         | Овсищенское сельское поселение            |
| 11  | Артюхино                      | деревня                 | 1         | Есеновичское сельское поселение           |
| 12  | Афимьино                      | деревня                 | ↘855      | Холохоленское сельское поселение          |
| 13  | Бахмара                       | деревня                 | ↗110      | Коломенское сельское поселение            |
| 14  | Башково                       | деревня                 | 30        | Есеновичское сельское поселение           |
| 15  | Белавино                      | деревня                 | 66        | Дятловское сельское поселение             |
| 16  | Белое                         | деревня                 | 30        | Коломенское сельское поселение            |
| 17  | Белый Омут                    | посёлок                 | ↘553      | Горняцкое сельское поселение              |
| 18  | Бельский                      | посёлок                 | 360       | Коломенское сельское поселение            |
| 19  | Беньково                      | деревня                 | 121       | Холохоленское сельское поселение          |
| 20  | Бережок                       | деревня                 | 1         | Овсищенское сельское поселение            |
| 21  | Березино                      | деревня                 | 17        | Княщинское сельское поселение             |
| 22  | Берёзка                       | деревня                 | ↗11       | Коломенское сельское поселение            |
| 23  | Бибиково                      | деревня                 | 1         | Дятловское сельское поселение             |
| 24  | Благодать                     | деревня                 | 1         | Овсищенское сельское поселение            |
| 25  | Благодать                     | посёлок                 | 0         | Овсищенское сельское поселение            |
| 26  | Бобровец                      | деревня                 | 8         | Есеновичское сельское поселение           |
| 27  | Боброво                       | деревня                 | 0         | Дятловское сельское поселение             |
| 28  | Богайкино                     | деревня                 | 5         | Лужниковское сельское поселение           |
| 29  | Богатково                     | деревня                 | 71        | Овсищенское сельское поселение            |
| 30  | Болдырево                     | деревня                 | 1         | Сорокинское сельское поселение            |
| 31  | Больница Участковая           | населённый пункт        | 1         | Есеновичское сельское поселение           |
| 32  | Большие Малошевины            | деревня                 | 9         | Сорокинское сельское поселение            |
| 33  | Большой Городок               | деревня                 | 7         | Солнечное сельское поселение              |
| 34  | Бор                           | деревня                 | 9         | Дятловское сельское поселение             |
| 35  | Борисково                     | деревня                 | ↘192      | Солнечное сельское поселение              |
| 36  | Борисково                     | деревня                 | 0         | Дятловское сельское поселение             |
| 37  | Борисовский                   | посёлок                 | ↘889      | Борисовское сельское поселение            |
| 38  | Борки                         | деревня                 | 94        | Лужниковское сельское поселение           |
| 39  | Бор-Космыниха                 | деревня                 | 29        | Овсищенское сельское поселение            |
| 40  | Боровно                       | деревня                 | 308       | Коломенское сельское поселение            |
| 41  | Борьково                      | деревня                 | 51        | Сорокинское сельское поселение            |
| 42  | Бронница                      | деревня                 | 1         | Есеновичское сельское поселение           |
| 43  | Брылево                       | деревня                 | 0         | Есеновичское сельское поселение           |
| 44  | Буславля                      | деревня                 | ↘1        | Зеленогорское сельское поселение          |
| 45  | Бухолово                      | деревня                 | 257       | Есеновичское сельское поселение           |
| 46  | Быстрое                       | деревня                 | ↘41       | Садовое сельское поселение                |
| 47  | Валентиновка                  | деревня                 | 109       | Солнечное сельское поселение              |
| 48  | Василево                      | деревня                 | 1         | Сорокинское сельское поселение            |
| 49  | Васильево                     | деревня                 | 6         | Холохоленское сельское поселение          |
| 50  | Вели                          | деревня                 | 1         | Садовое сельское поселение                |
| 51  | Великий Двор                  | деревня                 | 5         | Лужниковское сельское поселение           |
| 52  | Веретье                       | деревня                 | 0         | Дятловское сельское поселение             |
| 53  | Веселёво                      | деревня                 | 0         | Овсищенское сельское поселение            |
| 54  | Ветучасток                    | населённый пункт        | 1         | Холохоленское сельское поселение          |
| 55  | Ветча                         | деревня                 | 0         | Лужниковское сельское поселение           |
| 56  | Владычно                      | деревня                 | 0         | Есеновичское сельское поселение           |
| 57  | Власовка                      | деревня                 | 0         | Лужниковское сельское поселение           |
| 58  | Войбутская Гора               | деревня                 | 1         | Холохоленское сельское поселение          |
| 59  | Волково                       | деревня                 | 1         | Сорокинское сельское поселение            |
| 60  | Волошно                       | деревня                 | 32        | Дятловское сельское поселение             |
| 61  | Выходцы                       | деревня                 | 12        | Холохоленское сельское поселение          |
| 62  | Вязьмиха                      | деревня                 | 0         | Холохоленское сельское поселение          |
| 63  | Гаврилово                     | деревня                 | 1         | Княщинское сельское поселение             |
| 64  | Галкино                       | деревня                 | 0         | Есеновичское сельское поселение           |
| 65  | Гарусово                      | деревня                 | 37        | Есеновичское сельское поселение           |
| 66  | Гарусово                      | деревня                 | 1         | Садовое сельское поселение                |
| 67  | Гирино                        | деревня                 | 1         | Княщинское сельское поселение             |
| 68  | Гирино                        | деревня                 | 1         | Солнечное сельское поселение              |
| 69  | Глебово                       | деревня                 | 1         | Есеновичское сельское поселение           |
| 70  | Глебцово                      | деревня                 | 9         | Дятловское сельское поселение             |
| 71  | Глубокое                      | деревня                 | ↘7        | Дятловское сельское поселение             |
| 72  | Головкино                     | деревня                 | 0         | Дятловское сельское поселение             |
| 73  | Голубница                     | деревня                 | 0         | Лужниковское сельское поселение           |
| 74  | Горбово                       | деревня                 | 1         | Дятловское сельское поселение             |
| 75  | Горелышево                    | посёлок                 | 1         | Лужниковское сельское поселение           |
| 76  | Горка                         | деревня                 | 1         | Есеновичское сельское поселение           |
| 77  | Горка                         | деревня                 | ↘6        | Княщинское сельское поселение             |
| 78  | Горняк                        | посёлок                 | ↘763      | Горняцкое сельское поселение              |
| 79  | Горончарово                   | деревня                 | →0        | Зеленогорское сельское поселение          |
| 80  | Горчель                       | деревня                 | 5         | Коломенское сельское поселение            |
| 81  | Граница                       | деревня                 | 1         | Дятловское сельское поселение             |
| 82  | Гряды                         | деревня                 | 13        | Сорокинское сельское поселение            |
| 83  | Гуровичи                      | посёлок                 | 8         | Лужниковское сельское поселение           |
| 84  | Данильцево                    | деревня                 | 0         | Дятловское сельское поселение             |
| 85  | Деревково                     | деревня                 | 69        | Солнечное сельское поселение              |
| 86  | Детский Дом № 1               | населённый пункт        | 53        | Коломенское сельское поселение            |
| 87  | Дивинец                       | деревня                 | 15        | Коломенское сельское поселение            |
| 88  | Дмитровка                     | деревня                 | 0         | Сорокинское сельское поселение            |
| 89  | Добрецово                     | деревня                 | 1         | Холохоленское сельское поселение          |
| 90  | Домославль                    | деревня                 | ↘15       | Холохоленское сельское поселение          |
| 91  | Дорки                         | посёлок                 | 260       | Коломенское сельское поселение            |
| 92  | Дорниково                     | деревня                 | 0         | Есеновичское сельское поселение           |
| 93  | Доруха                        | деревня                 | 0         | Дятловское сельское поселение             |
| 94  | Дроздово                      | деревня                 | 0         | Есеновичское сельское поселение           |
| 95  | Дубровка                      | деревня                 | 13        | Княщинское сельское поселение             |
| 96  | Дуброво                       | деревня                 | 19        | Есеновичское сельское поселение           |
| 97  | Дуброво                       | деревня                 | 33        | Солнечное сельское поселение              |
| 98  | Дудиха                        | деревня                 | 27        | Дятловское сельское поселение             |
| 99  | Дунай                         | деревня                 | 0         | Садовое сельское поселение                |
| 100 | Дуплево                       | деревня                 | 1         | Есеновичское сельское поселение           |
| 101 | Дятлово                       | деревня                 | ↘416      | Дятловское сельское поселение             |
| 102 | Елизаветино                   | деревня                 | 9         | Терелесовское сельское поселение          |
| 103 | Елизаровка                    | железнодорожная станция | 32        | Горняцкое сельское поселение              |
| 104 | Елизаровка                    | деревня                 | 0         | Горняцкое сельское поселение              |
| 105 | Еляково                       | деревня                 | 5         | Княщинское сельское поселение             |
| 106 | Емельянова Горка              | деревня                 | 13        | Лужниковское сельское поселение           |
| 107 | Ермаково                      | деревня                 | ↘24       | Зеленогорское сельское поселение          |
| 108 | Ермолкино                     | деревня                 | 22        | Дятловское сельское поселение             |
| 109 | Есеновичи                     | село                    | ↘684      | Есеновичское сельское поселение           |
| 110 | Ескино                        | деревня                 | 1         | Есеновичское сельское поселение           |
| 111 | Жальцы                        | деревня                 | 0         | Есеновичское сельское поселение           |
| 112 | Железняк                      | посёлок                 | 31        | Лужниковское сельское поселение           |
| 113 | Желниха                       | деревня                 | ↘111      | Садовое сельское поселение                |
| 114 | Жилотково                     | деревня                 | 55        | Лужниковское сельское поселение           |
| 115 | Житово                        | деревня                 | 1         | Есеновичское сельское поселение           |
| 116 | Жуково                        | посёлок                 | 7         | Есеновичское сельское поселение           |
| 117 | Заборовье                     | деревня                 | →0        | Есеновичское сельское поселение           |
| 118 | Заборье                       | деревня                 | 0         | Овсищенское сельское поселение            |
| 119 | Залучье                       | деревня                 | 21        | Коломенское сельское поселение            |
| 120 | Заполье                       | деревня                 | 1         | Коломенское сельское поселение            |
| 121 | Заречье                       | деревня                 | 204       | Коломенское сельское поселение            |
| 122 | Заход                         | деревня                 | 0         | Княщинское сельское поселение             |
| 123 | Зашишевье                     | деревня                 | 16        | Сорокинское сельское поселение            |
| 124 | Зеленогорский                 | посёлок                 | ↘1474     | Зеленогорское сельское поселение          |
| 125 | Зеленцово                     | деревня                 | 1         | Есеновичское сельское поселение           |
| 126 | Зелёный                       | посёлок                 | 1         | Лужниковское сельское поселение           |
| 127 | Иванково                      | деревня                 | 0         | Коломенское сельское поселение            |
| 128 | Иванково                      | деревня                 | 12        | Холохоленское сельское поселение          |
| 129 | Иваньково                     | деревня                 | 5         | Есеновичское сельское поселение           |
| 130 | Игнатиха                      | деревня                 | 9         | Есеновичское сельское поселение           |
| 131 | Иевцево                       | деревня                 | 6         | Холохоленское сельское поселение          |
| 132 | Ильинское                     | деревня                 | ↘196      | Княщинское сельское поселение             |
| 133 | Калиты                        | деревня                 | 0         | Овсищенское сельское поселение            |
| 134 | Камушки                       | деревня                 | 0         | Сорокинское сельское поселение            |
| 135 | Карзово                       | деревня                 | 17        | Овсищенское сельское поселение            |
| 136 | Кишарино                      | деревня                 | 8         | Садовое сельское поселение                |
| 137 | Княщины                       | деревня                 | ↘257      | Княщинское сельское поселение             |
| 138 | Кожакино                      | деревня                 | 17        | Есеновичское сельское поселение           |
| 139 | Кожино                        | деревня                 | ↘27       | Есеновичское сельское поселение           |
| 140 | Колмаково                     | деревня                 | 7         | Есеновичское сельское поселение           |
| 141 | Колокольня                    | деревня                 | 1         | Холохоленское сельское поселение          |
| 142 | Коломно                       | село                    | ↘218      | Коломенское сельское поселение            |
| 143 | Колотово                      | деревня                 | 24        | Лужниковское сельское поселение           |
| 144 | Константиниха                 | деревня                 | 1         | Холохоленское сельское поселение          |
| 145 | Королево                      | деревня                 | 0         | Дятловское сельское поселение             |
| 146 | Коростово                     | деревня                 | 0         | Есеновичское сельское поселение           |
| 147 | Космыниха                     | деревня                 | 1         | Овсищенское сельское поселение            |
| 148 | Кочеево                       | деревня                 | 0         | Овсищенское сельское поселение            |
| 149 | Красная Горка                 | деревня                 | →1        | Зеленогорское сельское поселение          |
| 150 | Красная Заря                  | посёлок                 | ↘314      | Лужниковское сельское поселение           |
| 151 | Красное                       | деревня                 | 0         | Дятловское сельское поселение             |
| 152 | Красномайский                 | пгт                     | ↘4393     | городское поселение посёлок Красномайский |
| 153 | Красный Городок               | деревня                 | 0         | Холохоленское сельское поселение          |
| 154 | Кресилово                     | деревня                 | 1         | Лужниковское сельское поселение           |
| 155 | Кривцово                      | деревня                 | 0         | Лужниковское сельское поселение           |
| 156 | Кривцово                      | деревня                 | 0         | Овсищенское сельское поселение            |
| 157 | Круглица                      | деревня                 | 0         | Овсищенское сельское поселение            |
| 158 | Крутец                        | деревня                 | 0         | Есеновичское сельское поселение           |
| 159 | Крутец                        | деревня                 | 8         | Холохоленское сельское поселение          |
| 160 | Кузлово                       | деревня                 | ↘25       | Есеновичское сельское поселение           |
| 161 | Кузнецово                     | деревня                 | 198       | Овсищенское сельское поселение            |
| 162 | Кузнечиха                     | деревня                 | 17        | Есеновичское сельское поселение           |
| 163 | Кукаркино                     | деревня                 | 1         | Есеновичское сельское поселение           |
| 164 | Кулотино                      | деревня                 | 1         | Дятловское сельское поселение             |
| 165 | Кунинский                     | посёлок                 | 0         | Лужниковское сельское поселение           |
| 166 | Курское                       | деревня                 | 0         | Коломенское сельское поселение            |
| 167 | Лаврово                       | деревня                 | 1         | Есеновичское сельское поселение           |
| 168 | Ладыгино                      | деревня                 | 5         | Овсищенское сельское поселение            |
| 169 | Лахново                       | деревня                 | 0         | Княщинское сельское поселение             |
| 170 | Лебединец                     | деревня                 | 0         | Лужниковское сельское поселение           |
| 171 | Лебзово                       | деревня                 | 0         | Солнечное сельское поселение              |
| 172 | Леонтьево                     | железнодорожная станция | 36        | Солнечное сельское поселение              |
| 173 | Липино                        | деревня                 | 18        | Холохоленское сельское поселение          |
| 174 | Липовец                       | деревня                 | 14        | Солнечное сельское поселение              |
| 175 | Лисково                       | деревня                 | 1         | Овсищенское сельское поселение            |
| 176 | Литвиново                     | деревня                 | 0         | Овсищенское сельское поселение            |
| 177 | Лужниково                     | деревня                 | 351       | Лужниковское сельское поселение           |
| 178 | Лукино                        | деревня                 | 53        | Дятловское сельское поселение             |
| 179 | Лутково                       | деревня                 | 1         | Солнечное сельское поселение              |
| 180 | Лютивля                       | деревня                 | 122       | Солнечное сельское поселение              |
| 181 | Лядины                        | деревня                 | 1         | Солнечное сельское поселение              |
| 182 | Лялино                        | деревня                 | 1         | Коломенское сельское поселение            |
| 183 | Ляпуниха                      | деревня                 | 0         | Дятловское сельское поселение             |
| 184 | Мазово                        | деревня                 | 9         | Дятловское сельское поселение             |
| 185 | Макарьино                     | деревня                 | 14        | Есеновичское сельское поселение           |
| 186 | Малая Емельянова Горка        | деревня                 | 0         | Лужниковское сельское поселение           |
| 187 | Малое Гудобино                | деревня                 | 1         | Сорокинское сельское поселение            |
| 188 | Малое Хребтово                | деревня                 | 0         | Овсищенское сельское поселение            |
| 189 | Малый Городок                 | деревня                 | 6         | Солнечное сельское поселение              |
| 190 | Мальцево                      | деревня                 | 10        | Дятловское сельское поселение             |
| 191 | Мануйлово                     | деревня                 | 1         | Сорокинское сельское поселение            |
| 192 | Маньково                      | деревня                 | 0         | Есеновичское сельское поселение           |
| 193 | Мартус                        | деревня                 | 0         | Садовое сельское поселение                |
| 194 | Матеево                       | деревня                 | 51        | Есеновичское сельское поселение           |
| 195 | Медведево                     | деревня                 | 0         | Есеновичское сельское поселение           |
| 196 | Межник                        | деревня                 | 0         | Есеновичское сельское поселение           |
| 197 | Межуиха                       | деревня                 | 0         | Лужниковское сельское поселение           |
| 198 | Михайлово                     | деревня                 | 0         | Есеновичское сельское поселение           |
| 199 | Мошково                       | деревня                 | 0         | Княщинское сельское поселение             |
| 200 | Мякишево                      | деревня                 | 1         | Дятловское сельское поселение             |
| 201 | Находно                       | деревня                 | 55        | Коломенское сельское поселение            |
| 202 | Ненорово                      | деревня                 | 5         | Холохоленское сельское поселение          |
| 203 | Нива 1                        | деревня                 | ↗5        | Зеленогорское сельское поселение          |
| 204 | Нивище                        | деревня                 | 1         | Дятловское сельское поселение             |
| 205 | Никиткино                     | деревня                 | 0         | Холохоленское сельское поселение          |
| 206 | Никифорково                   | деревня                 | 23        | Лужниковское сельское поселение           |
| 207 | Никифорово                    | деревня                 | 1         | Княщинское сельское поселение             |
| 208 | Николаевское                  | деревня                 | 1         | Овсищенское сельское поселение            |
| 209 | Никулино                      | деревня                 | 31        | Коломенское сельское поселение            |
| 210 | Новины                        | деревня                 | 1         | Лужниковское сельское поселение           |
| 211 | Новое Котчище                 | деревня                 | 10        | Солнечное сельское поселение              |
| 212 | Новое Курово                  | деревня                 | 14        | Овсищенское сельское поселение            |
| 213 | Новое Почвино                 | деревня                 | 6         | Солнечное сельское поселение              |
| 214 | Новое Село                    | деревня                 | 5         | Холохоленское сельское поселение          |
| 215 | Новый                         | посёлок                 | 50        | Есеновичское сельское поселение           |
| 216 | Ножкино                       | деревня                 | 1         | Княщинское сельское поселение             |
| 217 | Норфино                       | деревня                 | 7         | Садовое сельское поселение                |
| 218 | Облино                        | деревня                 | 6         | Дятловское сельское поселение             |
| 219 | Обрадово                      | деревня                 | 12        | Горняцкое сельское поселение              |
| 220 | Овинники                      | деревня                 | 0         | Овсищенское сельское поселение            |
| 221 | Овсище                        | деревня                 | ↘48       | Овсищенское сельское поселение            |
| 222 | Овсище                        | посёлок                 | ↗287      | Овсищенское сельское поселение            |
| 223 | Озеряево                      | деревня                 | →0        | Дятловское сельское поселение             |
| 224 | Октябрьский                   | посёлок                 | ↘316      | Солнечное сельское поселение              |
| 225 | Олохово                       | деревня                 | 0         | Княщинское сельское поселение             |
| 226 | Осеченка                      | посёлок                 | 359       | Терелесовское сельское поселение          |
| 227 | Осечно                        | село                    | ↘168      | Дятловское сельское поселение             |
| 228 | Осиновик                      | деревня                 | 0         | Дятловское сельское поселение             |
| 229 | Осовец                        | деревня                 | 0         | Лужниковское сельское поселение           |
| 230 | Остров                        | деревня                 | 1         | Коломенское сельское поселение            |
| 231 | Отдельный Дом Дачи Художников | населённый пункт        | 32        | Солнечное сельское поселение              |
| 232 | Очеп                          | деревня                 | 0         | Овсищенское сельское поселение            |
| 233 | Павлово                       | деревня                 | 0         | Княщинское сельское поселение             |
| 234 | Падальцево                    | деревня                 | 0         | Овсищенское сельское поселение            |
| 235 | Паньково                      | деревня                 | 1         | Есеновичское сельское поселение           |
| 236 | Пашино                        | деревня                 | 7         | Есеновичское сельское поселение           |
| 237 | Пашино                        | деревня                 | 55        | Садовое сельское поселение                |
| 238 | Первитино                     | деревня                 | 7         | Лужниковское сельское поселение           |
| 239 | Перерва                       | деревня                 | 1         | Лужниковское сельское поселение           |
| 240 | Пестово                       | деревня                 | 1         | Холохоленское сельское поселение          |
| 241 | Петрилово                     | деревня                 | 6         | Лужниковское сельское поселение           |
| 242 | Петровка                      | деревня                 | 0         | Холохоленское сельское поселение          |
| 243 | Петрово                       | деревня                 | 0         | Княщинское сельское поселение             |
| 244 | Печниково                     | деревня                 | 1         | Есеновичское сельское поселение           |
| 245 | Плотично                      | деревня                 | 14        | Есеновичское сельское поселение           |
| 246 | Подберезье                    | деревня                 | 0         | Лужниковское сельское поселение           |
| 247 | Подол                         | деревня                 | 97        | Солнечное сельское поселение              |
| 248 | Подольховец                   | деревня                 | ↘0        | Зеленогорское сельское поселение          |
| 249 | Подшевелиха                   | деревня                 | 8         | Коломенское сельское поселение            |
| 250 | Полицкое                      | деревня                 | 1         | Есеновичское сельское поселение           |
| 251 | Почеп                         | деревня                 | 0         | Садовое сельское поселение                |
| 252 | Починок                       | деревня                 | 5         | Княщинское сельское поселение             |
| 253 | Починок                       | деревня                 | 53        | Овсищенское сельское поселение            |
| 254 | Починок                       | деревня                 | 16        | Сорокинское сельское поселение            |
| 255 | Пригородный                   | посёлок                 | 1439      | Сорокинское сельское поселение            |
| 256 | Приозёрный                    | посёлок                 | 147       | Солнечное сельское поселение              |
| 257 | Прохово                       | деревня                 | 1         | Дятловское сельское поселение             |
| 258 | Прямик                        | деревня                 | ↘1        | Зеленогорское сельское поселение          |
| 259 | Пугино                        | деревня                 | 0         | Овсищенское сельское поселение            |
| 260 | Пугино                        | посёлок                 | 0         | Овсищенское сельское поселение            |
| 261 | Пуйга                         | деревня                 | 40        | Сорокинское сельское поселение            |
| 262 | Пустынь                       | деревня                 | 22        | Овсищенское сельское поселение            |
| 263 | Рагозино                      | деревня                 | 1         | Садовое сельское поселение                |
| 264 | Ратмирово                     | деревня                 | 0         | Есеновичское сельское поселение           |
| 265 | Рвеница                       | деревня                 | ↗7        | Зеленогорское сельское поселение          |
| 266 | Редькино                      | деревня                 | 61        | Княщинское сельское поселение             |
| 267 | Речка                         | деревня                 | 1         | Сорокинское сельское поселение            |
| 268 | Рог                           | деревня                 | 5         | Сорокинское сельское поселение            |
| 269 | Рогачёво                      | деревня                 | 9         | Холохоленское сельское поселение          |
| 270 | Рудневка                      | посёлок                 | 0         | Садовое сельское поселение                |
| 271 | Русская Гора                  | деревня                 | 28        | Дятловское сельское поселение             |
| 272 | Рученая                       | посёлок                 | 9         | Лужниковское сельское поселение           |
| 273 | Рыскино                       | деревня                 | ↘8        | Княщинское сельское поселение             |
| 274 | Рябиниха                      | деревня                 | 1         | Овсищенское сельское поселение            |
| 275 | Рябиновка 2-я                 | посёлок                 | 5         | Садовое сельское поселение                |
| 276 | Ряд                           | деревня                 | 1         | Холохоленское сельское поселение          |
| 277 | Садовый                       | посёлок                 | ↘234      | Садовое сельское поселение                |
| 278 | Салпа                         | деревня                 | 19        | Садовое сельское поселение                |
| 279 | Сандилово                     | деревня                 | 0         | Дятловское сельское поселение             |
| 280 | Семкино                       | деревня                 | →0        | Зеленогорское сельское поселение          |
| 281 | Сергеевское                   | деревня                 | 1         | Холохоленское сельское поселение          |
| 282 | Серебряники                   | посёлок                 | 106       | Садовое сельское поселение                |
| 283 | Ситниково                     | деревня                 | 25        | Лужниковское сельское поселение           |
| 284 | Смородино                     | деревня                 | 1         | Холохоленское сельское поселение          |
| 285 | Смотрово                      | деревня                 | 1         | Лужниковское сельское поселение           |
| 286 | Солнечный                     | посёлок                 | ↗1399     | Солнечное сельское поселение              |
| 287 | Сопино                        | деревня                 | 7         | Овсищенское сельское поселение            |
| 288 | Сороки                        | деревня                 | ↗377      | Сорокинское сельское поселение            |
| 289 | Сорочиха                      | деревня                 | 0         | Есеновичское сельское поселение           |
| 290 | Старое                        | деревня                 | ↘169      | Зеленогорское сельское поселение          |
| 291 | Старое                        | деревня                 | 123       | Сорокинское сельское поселение            |
| 292 | Старое Котчище                | деревня                 | 13        | Солнечное сельское поселение              |
| 293 | Старое Курово                 | деревня                 | 43        | Овсищенское сельское поселение            |
| 294 | Старое Почвино                | деревня                 | 46        | Солнечное сельское поселение              |
| 295 | Столпниково                   | деревня                 | 0         | Есеновичское сельское поселение           |
| 296 | Стройково                     | деревня                 | 21        | Есеновичское сельское поселение           |
| 297 | Сухинино                      | деревня                 | 14        | Овсищенское сельское поселение            |
| 298 | Сухохлебово                   | деревня                 | 1         | Княщинское сельское поселение             |
| 299 | Сушино                        | деревня                 | 1         | Лужниковское сельское поселение           |
| 300 | Табошево                      | деревня                 | 17        | Дятловское сельское поселение             |
| 301 | Тверстянка                    | деревня                 | 19        | Терелесовское сельское поселение          |
| 302 | Тёплое                        | деревня                 | ↗33       | Зеленогорское сельское поселение          |
| 303 | Терелесово                    | деревня                 | ↗169      | Горняцкое сельское поселение              |
| 304 | Терелесовский                 | посёлок                 | ↘1005     | Терелесовское сельское поселение          |
| 305 | Терпигорево                   | деревня                 | 10        | Садовое сельское поселение                |
| 306 | Третниково                    | деревня                 | 1         | Есеновичское сельское поселение           |
| 307 | Трудовой                      | посёлок                 | 272       | Терелесовское сельское поселение          |
| 308 | Труфаниха                     | деревня                 | 7         | Овсищенское сельское поселение            |
| 309 | Тубосс                        | деревня                 | ↘16       | Коломенское сельское поселение            |
| 310 | Тубосская Горка               | деревня                 | 0         | Коломенское сельское поселение            |
| 311 | Улиткино                      | деревня                 | 1         | Княщинское сельское поселение             |
| 312 | Усаново                       | деревня                 | 1         | Есеновичское сельское поселение           |
| 313 | Ухаб                          | деревня                 | 1         | Дятловское сельское поселение             |
| 314 | Федово                        | деревня                 | ↘127      | Зеленогорское сельское поселение          |
| 315 | Федово                        | деревня                 | 8         | Коломенское сельское поселение            |
| 316 | Федориха                      | деревня                 | 0         | Княщинское сельское поселение             |
| 317 | Фёдоров Двор                  | деревня                 | ↘9        | Есеновичское сельское поселение           |
| 318 | Фенютиха                      | деревня                 | 1         | Овсищенское сельское поселение            |
| 319 | Фефелово                      | деревня                 | 1         | Коломенское сельское поселение            |
| 320 | Фешино                        | деревня                 | 64        | Есеновичское сельское поселение           |
| 321 | Филатиха                      | деревня                 | 7         | Овсищенское сельское поселение            |
| 322 | Финдиряево                    | деревня                 | 1         | Коломенское сельское поселение            |
| 323 | Хвошно                        | деревня                 | 37        | Сорокинское сельское поселение            |
| 324 | Холохолёнка                   | деревня                 | 53        | Холохоленское сельское поселение          |
| 325 | Хорево                        | деревня                 | 1         | Лужниковское сельское поселение           |
| 326 | Хребтово                      | деревня                 | 1         | Овсищенское сельское поселение            |
| 327 | Цибульская Горка              | деревня                 | 19        | Дятловское сельское поселение             |
| 328 | Чеполшево                     | деревня                 | 13        | Овсищенское сельское поселение            |
| 329 | Черенцово                     | деревня                 | 1         | Княщинское сельское поселение             |
| 330 | Чёрная Грязь                  | деревня                 | ↗7        | Зеленогорское сельское поселение          |
| 331 | Чистяки                       | деревня                 | 5         | Есеновичское сельское поселение           |
| 332 | Шелемиха                      | деревня                 | 10        | Дятловское сельское поселение             |
| 333 | Шепелькино                    | деревня                 | 23        | Сорокинское сельское поселение            |
| 334 | Шилово                        | посёлок                 | 21        | Коломенское сельское поселение            |
| 335 | Широково                      | деревня                 | 1         | Есеновичское сельское поселение           |
| 336 | Ширяево                       | деревня                 | 0         | Коломенское сельское поселение            |
| 337 | Шитовичи                      | деревня                 | ↘6        | Княщинское сельское поселение             |
| 338 | Шитово                        | деревня                 | →0        | Зеленогорское сельское поселение          |
| 339 | Шихино                        | деревня                 | 7         | Овсищенское сельское поселение            |
| 340 | Шубино                        | деревня                 | 12        | Есеновичское сельское поселение           |
| 341 | Шунково                       | деревня                 | ↘1        | Зеленогорское сельское поселение          |
| 342 | Щемелево                      | деревня                 | 18        | Есеновичское сельское поселение           |
| 343 | Юняхино                       | деревня                 | 5         | Дятловское сельское поселение             |
| 344 | Язвиха                        | деревня                 | 11        | Лужниковское сельское поселение           |
| 345 | Язвы                          | деревня                 | 0         | Овсищенское сельское поселение            |
| 346 | Яковлево                      | деревня                 | 6         | Есеновичское сельское поселение           |
| 347 | Ящины                         | деревня                 | ↗35       | Сорокинское сельское поселение            |

## Известные люди
В детстве в деревне Старое упразднённого Сорокинского сельского поселения проживал народный артист России, лауреат государственной премии России Анатолий Иванов.